# FK Novi Pazar
Fudbalski Klub Novi Pazar, serb: Фудбалски Клуб Нови Пазар – serbski klub piłkarski z miasta Novi Pazar, utworzony w 1928 roku.

## Obecny skład
Stan na 24 sierpnia 2016
| Nr | Poz. | Piłkarz             |
| -- | ---- | ------------------- |
| 1  | BR   | Zlatko Zecević      |
| 2  | OB   | Jovica Vasilić      |
| 4  | OB   | Darko Stanojević    |
| 5  | PO   | Miljan Mutavdzić    |
| 7  | PO   | Enver Alivodić      |
| 8  | PO   | Dusan Pantelić      |
| 9  | NA   | Anes Rusević        |
| 10 | PO   | Anid Travancić      |
| 11 | NA   | Aleksandar Djoković |
| 16 | PO   | Bojan Cecarić       |
| 17 | NA   | Petar Kunić         |
| 18 | OB   | Mirsad Bruncević    |
| 21 | PO   | Lazar Pajović       |
| 22 | PO   | Dino Sarać          |
| 23 | BR   | Mladen Zivković     |

| Nr | Poz. | Piłkarz             |
| -- | ---- | ------------------- |
| 28 | OB   | Marko Paunović      |
| 30 | PO   | Milos Lepović       |
| 32 | PO   | Nikola Dimitrijević |
| 33 | OB   | Denis Bisevać       |
| 77 | OB   | Slavko Marić        |
| 88 | PO   | Darko Micevski      |
| 99 | OB   | Milos Tintor        |
|    | PO   | Almedin Zilkić      |
|    | PO   | John Ebuka          |
|    | PO   | Ervin Kacar         |
|    | PO   | Irfan Vusljanin     |
|    | BR   | Jasmin Koć          |
|    | PO   | Faruk Bihorać       |
|    | OB   | Demir Kadrić        |
|    | OB   | Nemanja Zlatković   |

## Europejskie puchary
Legenda do wszystkich tabel:
- Q – runda eliminacyjna, 1/16, 1/8, 1/4, 1/2 – odpowiednia faza rozgrywek, Grupa – runda grupowa, 1r gr – pierwsza runda grupowa, 2r gr – druga runda grupowa, F – finał, R – runda, PO – play-off
- k. – rzuty karne, los. – losowanie, Dogr. – dogrywka, w. – zasada bramek strzelonych na wyjeździe

| Sezon   | Rozgrywki        | Runda | Klub                  | Dom | Wyjazd | Ogólnie |
| ------- | ---------------- | ----- | --------------------- | --- | ------ | ------- |
| 2025/26 | Liga Konferencji | 2Q    | Jagiellonia Białystok | 1–2 | 1–3    | 2–5     |